# 赵豫
赵豫，字定素，直隶安肃（今河北徐水）人，是一名明朝政治人物。
燕王朱棣起兵下保定，赵豫以诸生督赋守城。永乐年间历任兵部主事、兵部员外郎。洪熙时进升郎中。宣德五年（1430年）接替夏忠任松江府知府。卫军恣横，豫惩其首恶，择谨厚者为吏，均徭役节费用，裁减吏员，减上海县、华亭县二县官田重租。正统年间，任职期满考绩当去。部民五千余乞留，命增秩还任。在职十五年，清静如一日。离职，由徐季接任，老幼攀辕惜送，后配祀周忱祠。

## 延伸阅读
[在维基数据编辑]
 《明史卷二百八十一》，出自《明史》